# Octombrie 2010
Acest articol este generat integral pe baza informațiilor din articolul 2010 și este actualizat periodic de un robot.
 Editările făcute în articol vor fi șterse la următoarea actualizare! Dacă doriți să faceți modificări, editați articolul-sursă.

ianuarie -
februarie -
martie -
aprilie -
mai -
iunie -
iulie -
august -
septembrie -
octombrie -
noiembrie -
decembrie
Octombrie 2010 a fost a zecea lună a anului și a început într-o zi de vineri.

## Evenimente
- 10 octombrie: Antilele Olandeze sunt dizolvate, insula fiind împărțită în două, fiindu-i acordat un nou status constituțional.[1]
- 13 octombrie: 33 de mineri din apropiere de Copiapó, Chile, prinși la 700 de metri sub pământ în urma unui accident minier în mina San Jose au fost aduși la suprafață după ce au stat 69 de zile în subteran.[2]
- 18 octombrie: Deschiderea celei de-a 200 ediții Oktoberfest din München.
- 22 octombrie: Stația Spațială Internațională a depășit recordul pentru cea mai lungă ședere umană continuă în spațiu, ea fiind locuită continuu din 2 noiembrie 2000 (3.641 zile).[3][4]

## Decese
- 1 octombrie: Audouin Charles Dollfus, 85 ani, fizician, astronom și aeronaut francez (n. 1924)
- 4 octombrie: Norman  Wisdom, 95 ani, actor, cântăreț și comedian britanic (n. 1915)
- 5 octombrie: Roy Ward Baker (n. Roy Horace Baker), 93 ani, regizor britanic (n. 1916)
- 5 octombrie: Bernard Clavel (Bernard Charles Henri Clavel), 87 ani, scriitor francez (n. 1923)
- 7 octombrie: Constantin Țîbîrnă, 81 ani, academician din R. Moldova (n. 1929)
- 9 octombrie: Maurice Allais, 99 ani, economist francez, laureat al Premiului Nobel (1988), (n. 1911)
- 9 octombrie: Zecharia Sitchin, 90 ani, autor american de etnie azerbaidjană (n. 1920)
- 10 octombrie: Mattei Dogan, 89 ani, sociolog francez de etnie română, membru de onoare al Academiei Române (n. 1920)
- 10 octombrie: Joan Alston Sutherland, 83 ani, soprană australiană (n. 1926)
- 11 octombrie: Donald Henry Tuck, 87 ani, scriitor australian (n. 1922)
- 12 octombrie: Angelo Infanti, 71 ani, actor italian de film (n. 1939)
- 14 octombrie: Benoît Mandelbrot, 85 ani, matematician polonez de etnie evreiască (n. 1924)
- 15 octombrie: Ilie Alexandru, 58 ani, om de afaceri român (n. 1952)
- 17 octombrie: Mircea Ghițulescu, 65 ani, critic literar, prozator și eseist român (n. 1945)
- 20 octombrie: Faruk Ahmad Khan Leghari, 70 ani, președinte al Pakistanului (1993-1997), (n. 1940)
- 20 octombrie: Nicolae Popa, 91 ani, meșter popular, arheolog, etnolog, poet și dascăl român (n. 1919)
- 24 octombrie: Sylvia Sleigh, 94 ani,  pictoriță realistă americană (n. 1916)
- 24 octombrie: Joseph Stein, 98 ani, dramaturg american (n. 1912)
- 25 octombrie: Ion Mircea Enescu, 90 ani, arhitect român (n. 1920)
- 26 octombrie: Constantin Dospinescu, 77 ani, politician român, primar al municipiului Piatra Neamț (1980-1986), (n. 1933)
- 27 octombrie: Mircea Boulescu, 76 ani, senator român (1992-1996), (n. 1934)
- 30 octombrie: Harry Mulisch, 93 ani, scriitor neerlandez (n. 1927)